# ریورساید، شهرستان مالهیور، اورگن
ریورساید (به انگلیسی: Riverside) یک منطقهٔ مسکونی در ایالات متحده آمریکا است که در اورگن واقع شده‌است. ریورساید ۱٬۰۱۸٫۹۶ متر بالاتر از سطح دریا واقع شده‌است.